# Oswaldo Yoshimi Tanaka
Oswaldo Yoshimi Tanaka (São Paulo, 6 de setembro de 1947) é um médico sanitarista brasileiro. Gradou-se em Medicina pela Universidade de São Paulo (1971), onde também obteve os títulos de Mestre (1983), Doutor (1988) e Livre-docente (1994) em Saúde Pública. Em 1974, mudou-se para o Chile, onde cursou residência em Pediatria Social, através de um programa da Organização Pan-Americana de Saúde. Atuou na Secretaria Estadual de Saúde de São Paulo, entre 1975 e 2002, e, também, na administração municipal, durante a gestão do prefeito Mário Covas. É professor titular aposentado do Departamento de Prática de Saúde Pública da Faculdade de Saúde Pública da USP, unidade da qual foi diretor no período de 2018 a 2022. Ao longo de sua carreira, dedicou-se ao campo da avaliação de políticas públicas e serviços e sistemas de saúde. Em 2023, foi homenageado pela Assembleia Legislativa do Estado de São Paulo com a outorga da Medalha de Honra e Mérito da Gestão Pública em Saúde "Walter Leser", pela sua contribuição para o desenvolvimento do Sistema Único de Saúde no estado.

## Obra
- TANAKA, O. Y.; LAURIDSEN, E.; ALMEIDA, C. A. L. Avaliação em saúde: contribuições para incorporação no cotidiano. 1. ed. São Paulo: Editora Atheneu, 2017.
- MEDEIROS, A. L.; ROMANO-LIEBER, N. S.; TANAKA, O. Y. Assistência farmacêutica no estado de São Paulo: responsabilidade dos três entes federativos do SUS. 1. ed. São Paulo: USP, 2017.
- TANAKA, O. Y.; RIBEIRO, E. L. (Org.). Atenção em Saúde Mental para crianças e adolescentes no SUS. 1. ed. São Paulo: HUCITEC, 2010.
- TANAKA, O. Y.; RIBEIRO, E, L. Problemas de saúde mental das crianças abordagem na atenção básica. 1. ed. São Paulo: Annablume, 2005.
- TANAKA, O. Y. Evaluation Report - UNFPA Support to National Capacity Development Achievements and Challenges. 1. ed. New York: United Nations Population Fund, 2003.
- TANAKA, O. Y.; MELO, C. Inovação e gestão: a organização social no setor saúde. 1. ed. São Paulo: Annablume, 2003.
- TANAKA, O. Y.; CARVAHO, J. A. M.; LINHARES, L.; MELO, C. Desenvolvimento de capacidades: a contribuição do FNUAP no Brasil. 1. ed. São Paulo: Annablume, 2002.
- TANAKA, O. Y.; MELO, C. M. M. Avaliação do Programa de Atenção à Saúde do Adolescente: um modo de fazer. 1. ed. São Paulo: EDUSP, 2001.